# Feliks Serbeński
Feliks Mieczysław Serbeński (ur. 31 stycznia 1897, zm. 11 grudnia 1985 w Londynie) – doktor praw, major audytor Wojska Polskiego, kawaler Orderu Virtuti Militari.

## Życiorys
Urodził się 31 stycznia 1897 w rodzinie Mieczysława (ur. 1868) i Franciszki z Czarkowskich (ur. 1872). Po wybuchu I wojny światowej, w 1914 wstąpił do Legionu Wschodniego, po rozwiązaniu którego został wcielony do c. i k. armii. Jako podporucznik armii austriackiej od początku maja 1918 został odkomenderowany na studia medycyny we Lwowie. Wówczas został przydzielony do szpitala wojskowego przy ulicy Łyczakowskiej. Od około lipca / sierpnia 1918 był zaprzysiężonym członkiem Polskiej Organizacji Wojskowej (wprowadzony do  organizacji przez ppor. Branko Groö, a współpracował z kpt. Tadeuszem Kudelskim). W tym roku przebywał we Lwowie z siostrą, zaś jego rodzice zamieszkiwali w Kołomyi. 1 listopada 1918 zgłosił się do wojsk polskich i jako były oficer armii austriackiej został przyjęty do Wojska Polskiego i zatwierdzony w stopniu podporucznika. Od początku listopada 1918 brał udział w obronie Lwowa w czasie wojny polsko-ukraińskiej. Początkowo działał w otoczeniu Domu Techników kierując oddziałem ochotników. 15 listopada jako dowódca liczącego ok. 30 osób plutonu został wysłany do szkoły kadeckiej celem wzmocnienia załogi. Wraz z żołnierzami 17 listopada dokonał odparcia natarcia nieprzyjaciela w sile ok. 150–200 osób, po czym przeszedł do kontrataku. Za obronę odcinka „szkoła kadecka” i odparcie ataku przeważających sił ukraińskich, został wraz z innymi żołnierzami tego samego dnia przedstawiony przez komendę odcinka do odznaczenia. Był wymieniony w gronie obrońców Lwowa pochwalonych za dzielne zachowanie wobec nieprzyjaciela. Po wyzwoleniu Lwowa przez Polaków został 23 listopada przydzielony jako oficer młodszy do kompanii wartowniczej, z cz czego zrezygnował i przeszedł do formowanego przez por. Bolesława Bujalskiego ochotniczego 3 pułku piechoty Strzelców Lwowskich, wchodząc w skład 2 kompanii tegoż. Pod koniec grudnia 1918 3 p.p. Strzelców Lwowskich już w sile trzech kompanii został wcielony jako III batalion do 2 pułku piechoty Strzelców Lwowskich, a jego 2 kompania (wywodząca się ze szkoły kadeckiej) została 9 kompanią w 2 p.p., w 1919 przemianowanym na 39 pułk piechoty. Podporucznik Feliks Serbeński za swoje czyny podczas obrony Lwowa otrzymał Order Virtuti Militari. Był autorem wspomnień o charakterze przyczynku, zatytułowanych Na I odcinku obrony Lwowa.
Został zweryfikowany w stopniu kapitana rezerwy piechoty ze starszeństwem z dniem 1 czerwca 1919. W 1923, 1924 był oficerem rezerwowym macierzystego 39 pułku piechoty, garnizonującego w Jarosławiu. Później został przyjęty do służby czynnej i zweryfikowany w stopniu kapitana korpusu sądowego ze starszeństwem z dniem 1 sierpnia 1928. Dysponując stopniem doktora praw służył w Wojskowym Sądzie Okręgowym Nr VI we Lwowie, gdzie w 1932 był prokuratorem, a według stanu z marca 1939 już w stopniu majora był sędzią śledczym.
Po wybuchu II wojny światowej 1939 w okresie kampanii wrześniowej jako major audytor pełnił stanowiska szefa służby sprawiedliwości w Kwaterze Głównej Podolskiej Brygady Kawalerii ze Stanisławowa oraz szefa sądu polowego nr 46. Później w Polskich Siłach Zbrojnych jako major dowództwa 3 Dywizji Strzelców Karpackich 2 Korpusu Polskiego we Włoszech walczył m.in. w bitwie o Monte Cassino.
Po wojnie pozostał na emigracji w Wielkiej Brytanii. Zmarł 11 grudnia 1985 w Londynie.
Był mężem Stanisławy z Sienkiewiczów, ojcem Stanisława i Franciszka.

## Ordery i odznaczenia
- Krzyż Srebrny Orderu Wojskowego Virtuti Militari[17] – 22 lutego 1921[28]
- Krzyż Niepodległości (9 listopada 1933)[29]
- Krzyż Walecznych (czterokrotnie, przed 1932)
- Złoty Krzyż Zasługi (11 listopada 1978)[30]
- Srebrny Krzyż Zasługi (19 marca 1937)[31]